# Ebensberg
Die Ortschaft Ebensberg ist ein Stadtteil von Lüneburg in Niedersachsen. Bis 1974 war der Ort eine eigenständige Gemeinde.

## Politik
Ortsvorsteher ist Heiko Dörbaum.

## Wirtschaft und Infrastruktur
Der Stadtteil liegt im Nordosten der Stadt entlang der Erbstorfer Landstraße. Ebensberg ist darüber hinaus der einzige Stadtteil mit nennenswerten Anteilen östlich der Ostumgehung. Der Stadtteil teilt sich in zwei Teile. Das eigentliche Dorf liegt südöstlich der Erbstorfer Landstraße; der neuere Teil liegt hauptsächlich nördlich dieser. Beide Gebiete sind noch heute durch einen Grünstreifen getrennt. Der Bereich südlich des neuen Teils soll in näherer Zukunft bebaut werden, bisher befinden sich hier vor allem einige Außenanlagen der Theodor-Körner-Kaserne.